# De ondergrondse pers 1940-1945
De ondergrondse pers 1940-1945 ("De Winkel" of "DOP") is een overzichtswerk van Lydia Winkel, waarin bijna alle bekende illegale bladen in Nederland tijdens de Tweede Wereldoorlog beschreven worden.

## Beschrijving
Behalve bladen zijn ook pamfletten in het overzicht opgenomen. In totaal heeft Winkel 1176 uitgaven kunnen documenteren - al kwamen daar in de aanloop naar het boek nog eens 14 titels bij. In de tweede, door Hans de Vries herziene en uitgebreide, uitgave van 1989 is het aantal illegale uitgaven tot bijna 1300 gestegen.
Het boek van Winkel gaat vanzelfsprekend uitgebreid in op de geschiedenis van de groepen achter de grote verzetsbladen. Hiervan zijn te noemen: Trouw, Het Parool, Vrij Nederland en De Waarheid. Maar ook de kleine of eenmalige verzetskranten of -pamfletten komen aan bod. Winkel (of De Vries) schuwen, naast de aandacht voor vasthoudend en gevaarlijk werk, de petite histoire niet. Aan de orde komen de verzetskranten uit de categorie 'Humor en Satire', alsook de namaak door het Duitse propaganda-apparaat van verzetskranten (Vrij Nederland) en de namaak door het verzet van half-geloofwaardige satirische collaboratiekranten, zoals De Gil. Orgaan voor nuchter Nederland (nr. 206 in het boek).
Waar mogelijk heeft Winkel ook gegevens verzameld over het verspreidingsgebied van elke ondergrondse uitgave. Dit is niet altijd eenvoudig, omdat uitgaven vaak werden overgeschreven en doorgegeven.

### Gegevens
Per uitgave hebben auteur of bewerker de volgende gegevens vermeld:
1. Titel, ondertitel en/of leuze
2. Plaats van uitgave
3. Tijd van uitgave
4. Frequentie
5. Vorm
6. Inhoud
7. Oplage
8. Legale voortzetting na de bevrijding
9. Aanwezigheid in de collectie van het NIOD
10. Voornaamste historische bijzonderheden